# Nicholas Joy

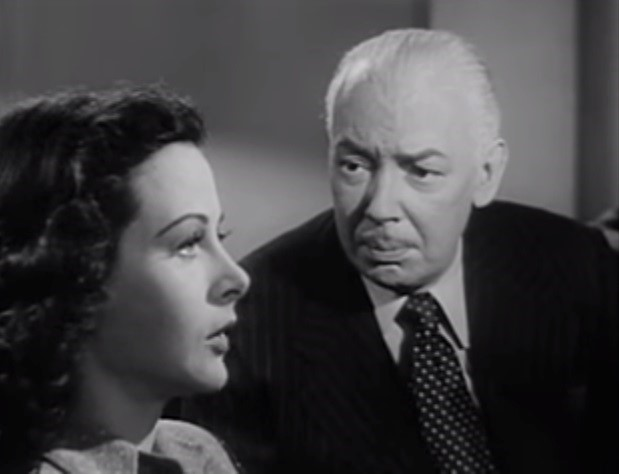
Nicholas Joy

Nicholas Joy (* 31. Januar 1884 in Paris, Frankreich; † 16. März 1964 in Philadelphia, Pennsylvania, Vereinigte Staaten) war ein britischer Schauspieler.

## Leben
Nicholas Joy Nicholas Joy wurde als Sohn britischer Eltern in Paris geboren. Er besuchte die Royal Academy of Dramatic Art. 
1947 hatte Joy in dem Film Frau ohne Moral? seinen ersten Auftritt. Bis zuletzt 1957 folgten mehr als zwei Dutzend weitere Auftritte.
Er war mit Hildreth Elizabeth Sisson Riddle, Florence A. Seeligsberg und Claudia G. verheiratet.

## Filmografie
- 1947: Frau ohne Moral? (Dishonored Lady)
- 1947: Tabu der Gerechten (Gentleman’s Agreement)
- 1947: Daisy Kenyon
- 1947: If Winter Comes
- 1948: Stadt ohne Maske (The Naked City)
- 1948: The Iron Curtain
- 1948: Dieser verrückte Mr. Johns! (The Fuller Brush Man)
- 1948: Betrug (Larceny)
- 1948: Johanna von Orleans (Joan of Arc)
- 1949: The Sun Comes Up
- 1949: Bride of Vengeance
- 1949: Der große Gatsby (The Great Gatsby)
- 1949: Abbott and Costello Meet the Killer, Boris Karloff
- 1949: Song of Surrender
- 1949: Zwei Männer und drei Babies (And Baby Makes Three)
- 1951: Native Son (Sangre negra)
- 1951: Hochzeitsparade (Here Comes the Groom)
- 1951: Der Mann in Schwarz (The Man with a Cloak)
- 1952: Boss Lady (Fernsehserie, 12 Folgen)
- 1953: Lux Video Theatre (Fernsehserie, Folge 3x22)
- 1953: Proudly I Love (Fernsehfilm)
- 1953: Ein Mann ohne Bedeutung (Affair with a Stranger)
- 1953–1954: Westinghouse Studio One (Fernsehserie, 2 Folgen)
- 1954: Kraft Television Theatre (Fernsehserie, Folge 7x52)
- 1954: Climax! (Fernsehserie, Folge 1x08)
- 1955: The United States Steel Hour (Fernsehserie, Folge 2x16)
- 1956: Star Tonight (Fernsehserie, Folge 2x36)
- 1956: Star Stage (Fernsehserie, Folge 1x39)
- 1957: Eine Frau, die alles weiß (Desk Set)